# Dům Austria (Kadaň)
Dům Austria (čp. 122), známý též jako hotel Gangl nebo hotel Svoboda, představuje jednu z dominant centrálního náměstí (nyní Mírové náměstí) na Starém Městě v Kadani.

## Historie domu

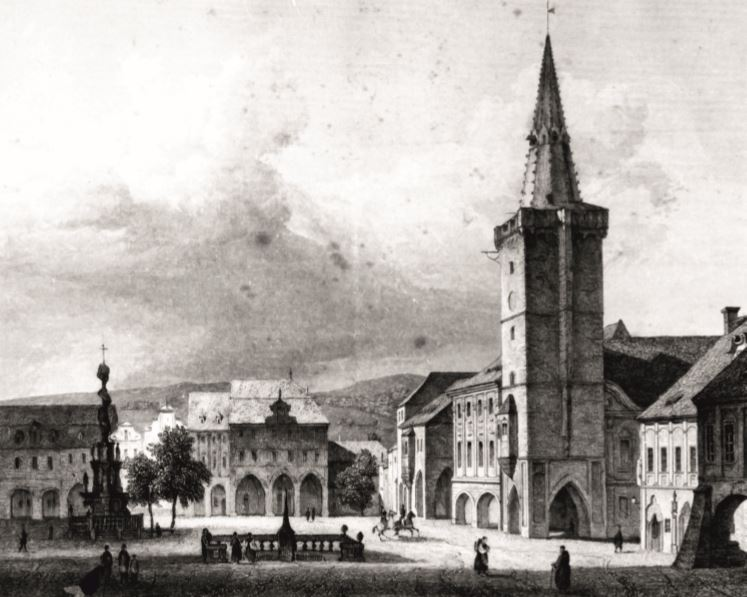

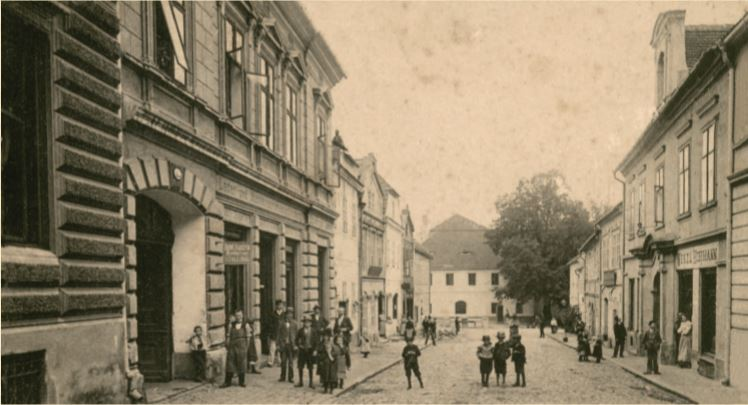

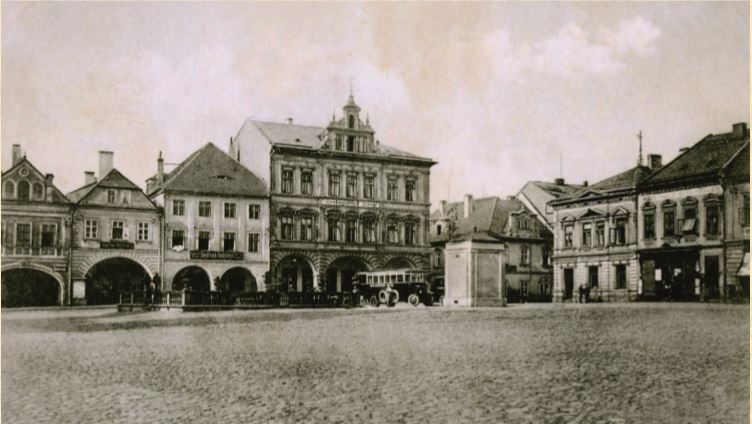

Současný dům čp. 122 lze v porovnání s jinými historickými domy na centrálním kadaňském náměstí označit za novostavbou. Byl totiž vystavěn roku 1890, jak lze zjistit už z plechové korouhvičky na jeho štítě. Na místě zbořeného městského pivovaru jej nechal vybudovat kadaňský židovský obchodník Ludwig Löwy a zřídil v něm hotel Austria s restaurantem a kavárnou, přičemž respektoval přání městských radní a opatřil jej podloubím, které je typické pro ostatní budovy na náměstí a upomíná též na původní budovu pivovaru, která jím byla také opatřena. Právě v hotelu Austria se roku 1893 konalo první slavnostní shromáždění obnovené židovské obce v Kadani a hotel se brzy stal centrem kadaňského kulturního, politického a spolkového života.
Od roku 1908 byl vlastníkem domu Josef Gangl a jelikož po vzniku Československa v roce 1918 byl dosavadní název politicky neúnosný, byl hotel přejmenován a získal tak jméno svého nového majitele. Hotel Gangl disponoval dvaačtyřiceti pokoji, zdejší restaurace byla vyhlášená svými specialitami a svého času zde působil i francouzský kuchař. Přímo před budovou se nacházela též autokarová zastávka, odkud se hoteloví hosté mohli rychle a pohodlně dopravit na hlavní železniční nádraží Kadaň-Prunéřov.
Během první světové války (1914–1918) byl hotel se svým restauračním a kavárenským zařízením zvláště oblíben mezi vojáky zdejší posádky a nejspíše jej tak navštěvovali též například výtvarník Josef Čapek, literát Jaroslav Havlíček, fotograf Josef Sudek, novinář Arne Laurin nebo herec Vojta Matys, kteří tehdy v Kadani sloužili. Dům čp. 122 sehrál svou nešťastnou roli také dne 4. března 1919, kdy v něm byl umístěn jeden z kulometů, ze kterého byla spuštěna palba během tzv. Kadaňského masakru, při kterém českoslovenští vojáci ve vyhrocené situaci začali střílet do dlažby náměstí při demonstraci kadaňských Němců a odražené projektily způsobily tragický výsledek tohoto incidentu, kterým byly takřka tři desítky mrtvých a zhruba osmdesát raněných.
Roku 1945 byl dům rodině Ganglových na základě tzv. Benešových dekretů zkonfiskován jako tzv. německý majetek a posléze přejmenován na hotel Svoboda. V roce 1947 pak bylo před hotelem zřízeno dokonce koncertní pódium, a sice proto, že se stal v Kadani centrem obnovujícího se cestovního ruchu. Od roku 1948 probíhala jednání o zřízení internátního Domova mladých v prostorách hotelu Svoboda. V letech 1950 až 1951 zde krátce fungoval Armádní dům pro společenské akce zdejší vojenské posádky, následně zde pak byl skutečně zřízen internát pro studenty průmyslové školy stavební. V 60. letech 20. století proběhla obnova interiéru hotelové restaurace, v níž tehdy byla též umístěna pozoruhodná mozaika od výtvarnice Růženy Tikvové-Říčanové. Hotel Svoboda ožil ve „zlatých šedesátých“ zábavami mládeže a akcemi příznivců svobodné kultury. V letech 1989 až 1992 restauraci hotel často navštěvoval kadaňský evangelický farář Petr Pazdera Payne, signatář Charty 77 a pozdější český literát. Hotel přestal svému účelu sloužit v polovině 90. let 20. století. Okolí někdejšího hotelu je též kulisou autobiografických románů Vlčí kůže (1939/1967) od Jaroslava Havlíčka a Erlkönigs Reich (1997) od německo-židovského spisovatele Petera Finkelgruena, reflektujících tragické a rozporuplné osudy města Kadaně, Čech a Evropy ve 20. století.

## Pivovarnictví v Kadani
Předchůdce současného domu čp. 122 sehrál významnou úlohu v dějinách kadaňského pivovarnictví. Přestože královské město Kadaň bylo ve středověku především centrem vinařství, dařilo se zde však i pivovarnictví, na jehož ochranu před konkurencí pamatoval svým privilegiem z roku 1319 též český král Jan Lucemburský. Na Starém Městě kadaňském se nacházela celá řada tzv. právovárečných domů a již roku 1531 je na Špitálském předměstí doložen i městský pivovar. V Kadani se vařilo pivo ječné (hnědé) a pšeničné (bílé) a k dostání bylo toho času například na panstvích lobkowiczkých a šlikovských, v hornických městech Krušnohoří i nedalekém Chomutově. Od roku 1557 stál v někdejší Hrnčířské ulici (nyní Sukova) na kadaňském Špitálském předměstí tzv. Weißbierhof, proslulý pivovar později nazvaný U Modré hvězdy. Vlastní pivovar provozovali v Kadani před rokem 1491 zdejší johanité u děkanského chrámu Panny Marie (nyní Povýšení sv. Kříže) od roku 1682 i bratři františkáni z kláštera Čtrnácti sv. Pomocníků pod Svatou horou. Společný měšťanský pivovar byl pak v polovině 17. století zřízen právě v domě čp. 122 na hlavním kadaňském náměstí (nyní Mírové náměstí), dosavadní veřejné kuchyni, a setrval zde více než dvě stě let. V tradici kadaňského pivovarnictví pak dále pokračoval parostrojní pivovar Meissner, založený roku 1891 na Prunéřovský předměstí. Výroba piva zde byla ukončena roku 1948, a když byl poté v roce 1967 ukončen provoz pivovaru v Kadani-Prunéřově, dějiny kadaňského pivovarnictví se do nynějška pozastavily a stále čekají na obnovení své mnoha staleté tradice.